# Tomasz Kizwalter
Tomasz Kizwalter (ur. 14 marca 1955 w Warszawie) – polski historyk, profesor nauk humanistycznych, badacz dziejów XIX wieku, profesor zwyczajny Uniwersytetu Warszawskiego.

## Życiorys
W 1978 ukończył studia historyczne na Wydziale Historycznym Uniwersytetu Warszawskiego. Na tej samej uczelni uzyskał w 1983 stopień naukowy doktora, a w 1990 habilitował się na podstawie dorobku naukowego oraz rozprawy zatytułowanej Społeczeństwo polskie zaboru rosyjskiego wobec modernizacji (1840–1863). 31 października 2000 otrzymał tytuł naukowy profesora.
Zawodowo od 1978 związany z Instytutem Historycznym UW, kolejno jako asystent stażysta, doktorant, starszy asystent, adiunkt, profesor nadzwyczajny i profesor zwyczajny. Pełnił funkcje sekretarza naukowego Instytutu Historycznego UW (1983–1984 i 1989–1990), wicedyrektora tej jednostki (1993–1996), członka zarządu Towarzystwa Miłośników Historii (1984–1989), członka Komitetu Głównego Olimpiady Historycznej (1987–1999). Od 1994 do 1995 był profesorem wizytującym na University of Notre Dame. W 2000 został zastępcą redaktora naczelnego „Kwartalnika Historycznego”. W latach 2008–2012 był przewodniczącym Rady Naukowej Instytutu Historycznego UW.
W 2010, za wybitne zasługi w pracy naukowo-badawczej i dydaktycznej, odznaczony Krzyżem Kawalerskim Orderu Odrodzenia Polski.

## Wybrane publikacje
- Kryzys Oświecenia a początki konserwatyzmu polskiego, Warszawa 1987
- Polish Landed Gentry of the Mid-19th Century and Modernization, „Acta Poloniae Historica”, t. 62, 1990, s. 139–169
- Nowatorstwo i rutyny. Społeczeństwo Królestwa Polskiego wobec procesów modernizacji 1840–1863, Warszawa 1991
- Polska na przestrzeni wieków (współautor), Warszawa 1995
- O nowoczesności narodu. Przypadek polski, Warszawa 1999
- Historia powszechna. Wiek XIX, Warszawa 2003
- Polska 1831–1939 (współautor z Tomaszem Nałęczem), Madryt 2007
- Czy uczeni powinni uprawiać politykę?, Warszawa 2008
- W stronę równości, Kraków 2014